# 戴廷忞
戴廷忞（1530年—？），字懋卿，號陽山，湖廣辰州衛籍，直隸鎮江府丹徒縣人，明朝政治人物。

## 生平
嘉靖三十四年（1555年）乙卯科湖廣鄉試第五十九名舉人。嘉靖三十五年（1556年）聯捷丙辰科三甲第五十一名進士。都察院观政，授官浙江東陽縣知縣，任內重修城墻，筑石城。三十八年改调江西分宜县，四十年升户部主事，致仕。

## 家族
曾祖戴義；祖父戴源，壽官；父戴宿，訓導。母宋氏。兄廷憲（举人）、廷恩、弟廷懿。